# 아비아드비가텔
아비아드비가텔(러시아어: АО "ОДК-Авиадвигатель", 영어: 
UEC-Aviadvigatel JSC, 직역하면 "항공 엔진")은 러시아의 항공기 엔진 개발 및 제작 기업으로, 특히 상업용 항공기용 제트 엔진을 주력으로 한다. 페름 엔진 공장에 위치한 이 기업의 제품은 일류신 Il-76MF, 일류신 Il-96, 투폴레프 Tu-204, 투폴레프 Tu-214 엔진에 동력을 제공한다. 또한 발전소 및 가스 펌핑 플랜트용 고효율 가스터빈 유닛을 설계 및 제작한다. 이 회사는 항공기 엔진 제조를 위해 설립된 실험설계국-19 공장에서 경험을 쌓았다.